# Gare de Busigny
Ne doit pas être confondu avec Gare de Bussigny.
La gare de Busigny est une gare ferroviaire française de la ligne de Creil à Jeumont, située sur le territoire de la commune de Busigny, dans le département du Nord, en région Hauts-de-France.
Elle est mise en service en 1855, par la Compagnie des chemins de fer du Nord. C'est une gare de la Société nationale des chemins de fer français (SNCF), desservie par des trains TER Hauts-de-France.

## Situation ferroviaire
Établie à 145 mètres d'altitude, la gare de Busigny est située au point kilométrique (PK) 180,337 de la ligne de Creil à Jeumont, entre les gares ouvertes de Bohain et du Cateau. C'est une gare de bifurcation, origine de la ligne de Busigny à Somain (où elle précède la gare de Maurois) et de la ligne de Busigny à Hirson (fermée).

## Histoire

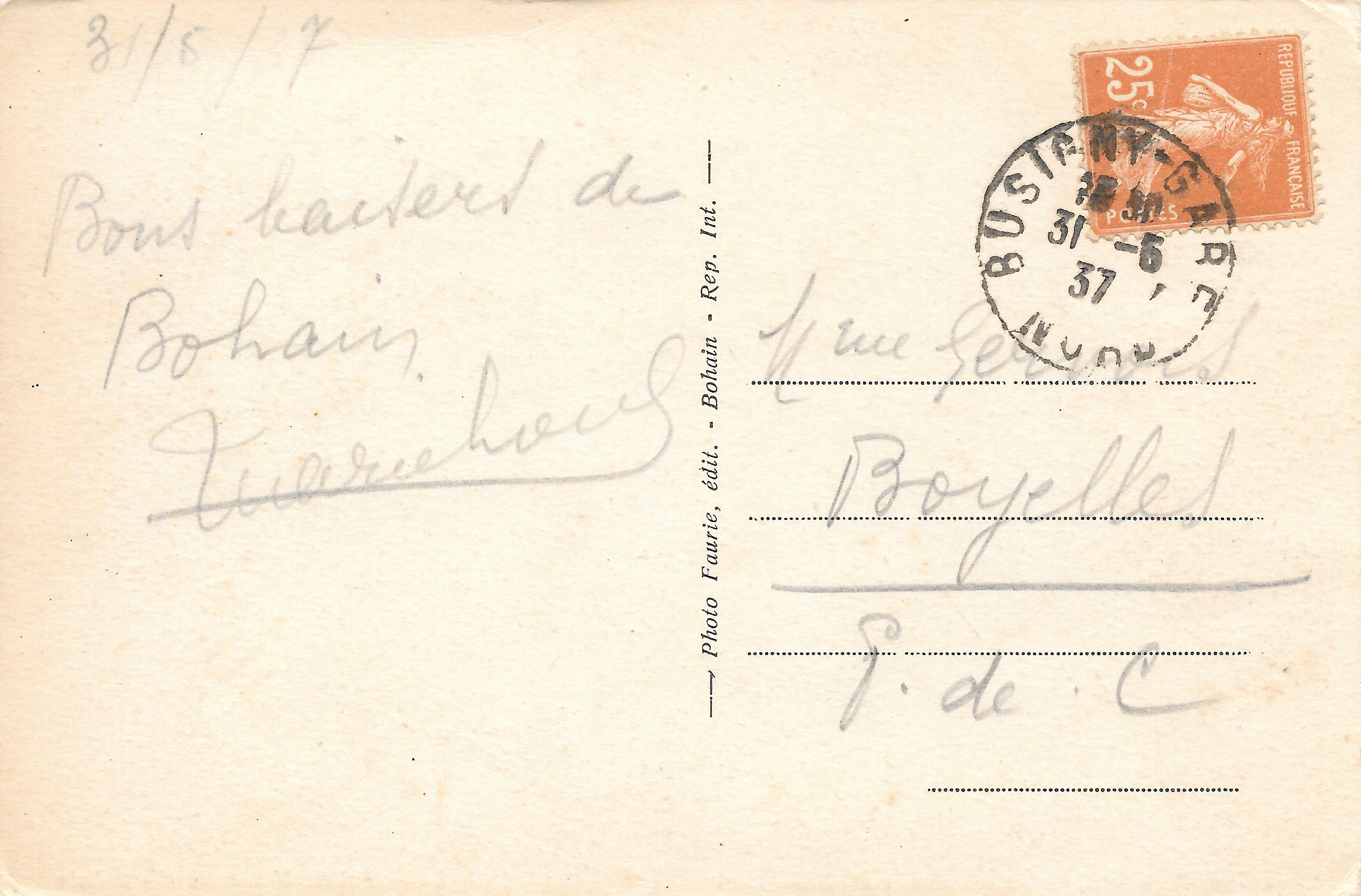
« Busigny-Gare »
(oblitération de 1937).

La « station de Busigny » est mise en service le 21 octobre 1855 par la Compagnie des chemins de fer du Nord, lorsqu'elle ouvre la section de Saint-Quentin à Hautmont. Elle devient une gare de bifurcation avec la mise en service, le 15 juillet 1858, de la ligne de Busigny à Somain.
Le tableau du classement par produit des gares du département du Nord pour l'année 1862, réalisé par Eugène de Fourcy, ingénieur en chef du contrôle, place la station de Busigny au 25e rang, et au 71e pour l'ensemble du réseau du Nord, avec un total de 95 760,54 francs. Dans le détail, cela représente : 56 432,32 francs pour un total de 27 227 voyageurs transportés, la recette marchandises étant de 9 447,27 francs (grande vitesse) et de 29 880,95 francs (petite vitesse).
En 1864, on lui ajoute une remise à voitures et, en 1865, le bâtiment voyageurs définitif remplace la construction provisoire.
Les 30 avril et 2 mai 1944, la gare subit des bombardements précédant la libération de la commune ; cet acte entraîne plusieurs centaines de morts. Une plaque commémorative est apposée le 1er mai 2024, près du quai no 1, tandis que des avions de l'époque (un Fieseler Storch, deux T-6, un Piper L-4 et un MD 312 Flamant) ont survolé le site,.
En 2009, la fréquentation de la gare était de 201 voyageurs par jour.
En 2015, un quai dédié aux trains TER qui sont terminus à Busigny est créé. En outre, le raccordement de Busigny-Nord, dont la fonction est d'éviter le rebroussement en gare, est reconstruit. Ces travaux s'inscrivent dans le cadre de la création d'un contournement fret de l'agglomération lilloise (où les infrastructures ferroviaires sont à la limite de leur capacité).

## Service des voyageurs

### Accueil
Gare de la SNCF, elle dispose d'un bâtiment voyageurs, avec guichet, ouvert tous les jours.
Un souterrain permet le passage d'un quai à l'autre.

### Desserte
Busigny est desservie par des trains TER Hauts-de-France, dont la relation entre Cambrai et Paris-Nord, et par ceux qui effectuent des missions entre les gares : de Saint-Quentin, ou de Busigny, et de Cambrai, ou de Douai, voire de Lille-Flandres ; de Busigny et d'Aulnoye-Aymeries, ou de Maubeuge, voire de Jeumont.

### Intermodalité
Un parc pour les vélos et un parking sont aménagés à ses abords.